# María de Maeztu
Maria de Maeztu Whitney (Vitòria, 18 de juliol de 1881 – Mar del Plata, 7 de gener de 1948) va ser una pedagoga i humanista espanyola. Membre de la "prestigiosa i dura família dels Maeztu", va dirigir i va impulsar la Residència de Senyoretes entre 1915 i 1936, va formar part de la junta directora de l'Institut-Escola i va presidir el Lyceum Club Femení (1926-1936). Va morir a l'Argentina als 66 anys.

## Biografia
Filla de l'enginyer Manuel de Maeztu Rodríguez, hisendat cubà d'origen navarrès, i de Juana Whitney, filla d'un diplomàtic anglès. Es van establir a Vitòria. La mort del pare a Cuba i problemes administratius relacionats amb la seva herència, van deixar Juana Whitney i els seus cinc fills, Ramiro, Ángela, Miguel, María i Gustavo, en situació precària. Llicenciada Maria per l'Escola Normal de Magisteri de Vitòria (1896-98), la família va haver de traslladar-se a Bilbao, ciutat en la qual Juana va muntar l'Acadèmia Anglofrancesa, una mena de residència i alhora centre d'estudis per a senyoretes on la seva filla Maria va col·laborar de forma activa.
El 1902 va començar a exercir com a mestra en una escola pública de Santander, des d'on va ser traslladada a Bilbao cinc mesos després; però el seu periple acabaria a Madrid el 1909. De la seva experiència com a mestra d'escola sortiran conclusions com l'expressada a la Universitat d'Oviedo anys més tard:
És certa l'antiga dita que la lletra entra amb sang, però no ha de ser amb la del nen, sinó amb la del mestre.
Mentrestant, va continuar la seva formació universitària. Havent obtingut el títol de batxiller a l'Institut de Vitòria el 1907, dos anys després es va matricular com a alumna no oficial a la Universitat de Salamanca, encara que completaria els estudis a Madrid, on es va llicenciar en Filosofia i Lletres el 1915.
Pensionada per la Junta per a l'Ampliació d'Estudis i Recerques Científiques a partir del 1908, el seu coneixement d'idiomes, poc freqüent en l'Espanya de llavors, i el seu esperit brau i actiu la van fer alumna idònia en diversos projectes. Així va ser que va formar part de la comissió nomenada pel govern per al certamen pedagògic celebrat a Londres. A la seva tornada, a la societat bilbaïna "El Sitio", va donar una conferència en la qual observava que:
El progrés d'Anglaterra es deu, no a les peculiars condicions de la raça i el clima, sinó als elements predominants en la direcció d'aquell país, singularment a l'acció social de l'escola.
La formació internacional de Maria va prosseguir en els següents anys, viatjant a Brussel·les (1910) i a Alemanya. A la Universitat de Marburg va ser alumna de Natorp i Hartman el 1912. De retorn, va ingressar al Centre d'Estudis Històrics, en el cercle de José Ortega y Gasset.

### La Residencia de Senyoretes i l'Institut Escola
Creada a Madrid, la Junta per a l'Ampliació d'Estudis li va encomanar l'organització i direcció de la Residència de Senyoretes. Càrrec que va exercir entre el 1915 i el 1936 i que es convertiria en el gran projecte de la seva vida. En un article titulat «L'única cosa que demanem» i publicat en la revista La dona moderna, explicava la seva postura enfront de l'alliberament de la dona:
Sóc feminista; m'avergonyiria no ser-ho, perquè crec que tota dona que pensa ha de sentir el desig de col·laborar com a persona, en l'obra total de la cultura humana.
Maria de Maeztu va aconseguir compatibilitzar la seva tasca en la Residència de Senyoretes amb la direcció d'un dels departaments de l'Institut Escola engegat també per la JAE el 1918, on va poder obrir encara més el ventall de les seves idees pedagògiques.

### Lyceum i feminisme
Maria de Maeztu va fundar i va presidir des del 1926, el Lyceum Club Femení a semblança dels ja existents a Europa; si bé des d'un principi ella advocava per un club mixt, va haver d'acceptar el reglament internacional que regia a Europa. El Lyceum tenia com a objectiu fomentar l'esperit col·lectiu de les dones i ser també un lloc obert a les dones casades que no volien tenir com a únic horitzó les quatre parets de la llar. Es va inaugurar amb cent cinquanta sòcies de totes les tendències. Seguint el model internacional, va disposar de seccions de Literatura, Ciència, Arts Plàstiques i Industrials, Social, Música i Internacional. Maria de Maeztu organitzava cursets, conferències, concerts, exposicions, a càrrec d'intel·lectuals, científics i d'artistes nacionals i estrangers. García Lorca va llegir allí el seu llibre Poeta a Nova York i va donar en els seus salons la conferència Imaginació, inspiració i evasió en poesia; també Unamuno va llegir el seu drama Raquel encadenada. Per la seva banda, Carmen Monne Baroja, per recaptar fons, va organitzar funcions i rifes de quadres en el seu petit teatre particular d'aficionats «La merla blanca».
En van ser vicepresidentes: Isabel Oyarzábal i Victoria Kent; secretària, Zenòbia Camprubí; sotssecretària, Helen Phipps; tresorera, Amàlia Galinizoga, i bibliotecària, Maria Martos de Baeza. També en van participar Margarita Nelken, María Lejárraga, Carmen Baroja, Ernestina de Champourcín, Concha Méndez, María Teresa León, Elena Fortún, Mabel Pérez d'Ayala. La presidència honorífica l'ostentaven la reina Victòria Eugenia i la duquessa d'Alba.

### Assembleista en la dictadura
Durant la dictadura de Primo de Rivera, Maria, amb el suport del seu germà Ramiro, va acceptar —juntament amb altres 12 dones— ser membre de l'Assemblea Nacional, en la secció dedicada a l'educació. Més tard, en els anys trenta, va ser vocal del Consell d'Instrucció Pública, i també membre del Consell Nacional de Cultura. va accedir a la docència universitària el 1932, en la recentment creada Secció de Pedagogia de la Facultat de Filosofia i Lletres de la Universitat Central.

### Exili a l'Argentina
En esclatar la Guerra Civil el 1936, l'afusellament del seu germà Ramiro, intel·lectual de l'anomenada generació del 98 que després d'una joventut en el liberalisme radical havia evolucionat cap a la ideologia de la dreta nacionalista, va suposar un dur cop per a Maria. Apartada del seu lloc en la Residència de Senyoretes —altres fonts citen que va dimitir—, va sortir d'Espanya amb destinació a Buenos Aires, on va fixar la seva residència i en la Universitat de la qual se li va concedir la càtedra d'Història de l'Educació, que va mantenir fins a la seva mort. Va tornar a Espanya el febrer del 1947, amb motiu de la mort del seu germà Gustavo —autor del seu retrat La meva germana María—, però va tornar a Buenos Aires on va morir dos anys després. El seu cadàver va ser repatriat al mausoleu familiar d'Estella (Navarra).

## Obres
Nomenada Doctora Honoris causa per diferents universitats del món. El seu domini de diversos idiomes li va permetre desenvolupar una interessant tasca com a traductora; obres de l'alemany Paul Natorp com ara: Curs de pedagogia (1915) i Religió i humanitat: la religió dins dels límits de la humanitat. Contribució a la fundació de la pedagogia social (1914), o la Història de la pedagogia de l'anglès Paul Monroe (1918 i 1931). D'entre la seva obra humanista i pedagògica, escrita en gran part en l'última etapa de la seva vida, cal destacar:
- Historia de la cultura europea. La edad moderna: grandeza y servidumbre. Intento de ligar la historia pretérita a las circunstancias del mundo presente, Buenos Aires: Juventud Argentina, Bibl. de la Esfinge. (Libros para la Mujer), 1941.
- «La Pedagogía en Londres y las escuelas de párvulos» en: VV. AA., Anales de la Junta para la Ampliación de Estudios e Investigaciones Científicas, Madrid, Impr. y Encuadernación E. Raso, 1909, t. I, memoria 8.
- El problema de la Ética: la enseñanza de la moral.
- El trabajo de la mujer: nuevas perspectivas: conferencias pronunciada el 8 de abril de 1933 Madrid: Escuela de Enfermeras del Hospital Central de la Cruz Roja Española, 1933.
- Antología. Siglo XX. Prosistas españoles. Semblanzas y comentarios. Madrid: Espasa-Calpe, 1943.

## Homenatges
En 2008 es va botar el buc remolcador de Salvament Marítim BS-13 María de Maeztu, en honor seu.